# Speichersdorf
Speichersdorf – miejscowość i gmina w Niemczech, w kraju związkowym Bawaria, w rejencji Górna Frankonia, w regionie Oberfranken-Ost, w powiecie Bayreuth. Leży przy drodze B22 i linii kolejowej Monachium – Drezno i Bayreuth - Weiden in der Oberpfalz. Na terenie gminy znajduje się lotnisko.
Gmina położona jest 15 km na południowy wschód od Bayreuth, 35 km na północny zachód od Weiden i 66 km na północny wschód od Norymbergi.

## Dzielnice
W skład gminy wchodzą dzielnice: 
| - Speichersdorf - Kirchenlaibach - Zeulenreuth - Göppmannsbühl am Berg - Göppmannsbühl am Bach - Haidenaab - Beerhof - Lettenhof - Wirbenz - Teufelhammer - Roslas - Guttenthau - Rosenhof - Plössen (Siedlung) - Plössen (Ortschaft) - Selbitz | - Ramlesreuth - Holzmühle - Aumühle - Sorg - Weiherhut - Nairitz - Kodlitz - Forsthaus - Kellerhut - Frankenberg - Windischenlaibach - Herrenwald - Hundsmühle - Brüderes - Weißenreuth |

## Polityka
Wójtem jest Manfred Porsch. Rada gminy składa się z 23 członków.
Lista wójtów:
- 1969 - 1978 Werner Porsch (FDP)
- 1978 - 1995 Franz Scherm (CSU, zm. 1995)
- od 1996 Manfred Porsch (UBV).

## Zabytki i atrakcje
- zamek Göppmannsbühl
- Muzeum Kolejnictwa La Statione

## Osoby związane z gminą
- Manfred Strößenreuther – pilot sportowy, zginął tragicznie podczas lądowania

## Współpraca
Miejscowości partnerskie:
- Kreuttal, Austria
- Neustadt am Kulm, Bawaria

## Oświata
(na 1999)

W gminie znajdują się 4 przedszkola (po dwa katolickie i ewangelickie) oraz zespół szkół (szkoła podstawowa i Hauptschule).